# Sanna 77

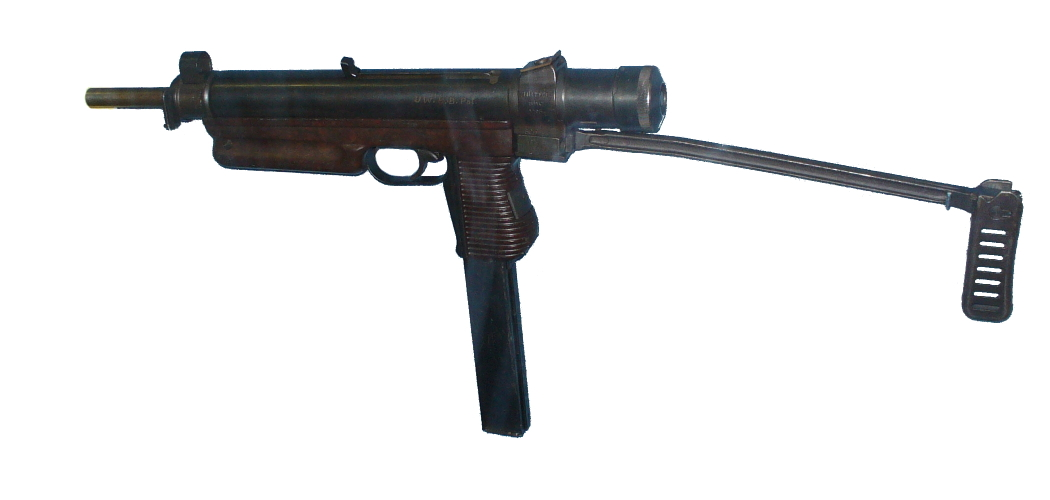
La Sanna 77 est une version sud-africaine du Samopal Vz 25 (ci-dessus)

La carabine semi-automatique sud-africaine Sanna 77 est une arme de défense personnelle et de police dérivée de la mitraillette tchécoslovaque Vz 25.

## Histoire
Durant la Guerre de la Brousse (1965-1980) , les Forces de sécurité de la République de Rhodésie du Sud capturèrent de nombreux PM Vzor 25 sur les rebelles. Certains exemplaires furent fournis à des techniciens rhodésiens et sud-africains. Ainsi fut créée la carabine de police Sanna 77 produite entre 1977 et 1980  par la firme Dan Pienaar Enterprise Ltd de Johannesbourg en République sud-africaine. 

## Diffusion
Ces Sanna 77 furent distribué aux policiers  et aux fermiers blancs de la Rhodésie du Sud. En Afrique du Sud même, il arma les convoyeurs de fonds, la Police sud-africaine et les réservistes en service actif des Citizen Forces .

## Fiche technique
- Munition : 9 mm Parabellum
- Masse à vide 	: 2,8 kg
- Longueur
  - crosse repliée : 45 cm
  - Crosse dépliée : 65 cm
  - du canon :	29 cm
- Cadence de tir théorique : 80 coups par minute
- Chargeur : 	40 cartouches

## Sources
- Ian Hogg, Jane's Guns Recognition Guide(2002),  (ISBN 0-00-712760-X) (Infobox Info)
- Ian V. Hogg and John S. Weeks, Military Small Arms of the 20th Century, 7th Edition (2000).
- Sanna 77